# 今枝仁
今枝 仁（いまえだ じん、1970年（昭和45年）9月14日 - ）は、日本の弁護士、防災士、元検察官、元裁判所事務官、政治活動家。

## 経歴

### 出生から学生時代まで
山口県下関市に生まれた。両親は広島市出身。
1983年3月、広島市立神崎小学校卒業。同年4月、地元の中高一貫校である私立広島学院中学校・高等学校に入学するが、1988年3月、中途退学する（引きこもり、不登校による）。
1990年10月、大検を取得。翌1991年4月、北九州市立大学商学部経営学科に入学するも、1992年9月、中途退学。。
1993年4月、上智大学法学部法律学科入学。1997年3月、同校卒業。
大学時代の専攻は、憲法、刑法。刑事法・犯罪学・被害者学の研究者を目指すも、経済的理由から大学院進学を断念、司法試験を受験することを決意する。

### 検事任官
1998年10月、司法試験合格。1999年4月、司法修習生。
2000年10月、東京地方検察庁検察官検事として任官するが体調を崩し、半年後の2001年3月をもって退官。
今枝は検察官を辞めた理由について「体調を崩したのと、父親が60歳前に退職し長男だから広島に帰ろうと思ったのと、18歳の女子高生が飲酒運転の車にはねられ顔を複雑骨折したというせい惨な事件の公判立ち会いで泣いてしまったことから検察官として失格と思ったこと等です。」と語っている。

### 弁護士として
2001年9月、広島弁護士会所属弁護士として弁護士登録。
弁護士会の役職は、日弁連接見交通権確立実行委員会、同取調べの可視化実現本部委員、広島弁護士会法科大学院運営委員会委員長、同会刑事弁護センター副委員長、同会こどもの権利委員会少年司法部会、人権擁護委員会被害者支援部会委員、民暴対策委員会委員等。
2004年公益社団法人広島被害者支援センター監事就任。
2008年4月、光市母子殺害事件差戻控訴審に関与した経験を基に、『なぜ僕は「悪魔」と呼ばれた少年を助けようとしたのか』を執筆。。
2010年広島法務局評価委員会委員長就任。
2011年8月、10年間の勤務弁護士を経て今枝仁法律事務所を開業。
2017年公益社団法人広島被害者支援センター監事退任。

### 政治活動
2011年4月実施の広島市議会議員選挙において、中区選挙区より出馬したが落選。
2013年11月実施の広島県議会議員補欠選挙（広島市安佐北区選挙区）に日本維新の会の公認候補として出馬したが、自由民主党公認候補に約6,000票の大差を付けられ、次点で落選した。
2015年4月、広島市議選に安佐北区選挙区から維新の党公認で立候補するが落選。
2017年10月の第48回衆議院議員総選挙では日本維新の会公認で広島3区から出馬したが、投開票の結果、自由民主党現職の河井克行に敗れ落選。
2019年4月、広島市議選に安佐北区選挙区から日本維新の会公認で立候補するが落選。
2020年、前述の河井が河井夫妻選挙違反事件により自民党を離党（後に逮捕）すると、今枝は同年11月に河井の後任を巡る自民党広島3区公認候補の公募に応募した。しかし、同月28日の二次選考の結果、落選した。

## 弁護士として関与した主な事件
- 東電OL殺人事件
- 広島小1女児殺害事件（木下あいりちゃん事件）
- 光市母子殺害事件(当時18歳の少年が23歳の主婦と11ヶ月の乳児を殺害し、主婦を屍姦。女児を押入れに隠したのは「ドラえもんに助けて貰うため」と主張した弁護団の一員)
- 橋下徹弁護士に対する名誉毀損・業務妨害損害賠償請求事件

## 過去の選挙結果
| 投票日         | 選挙内容                                 | 定数 | 候補 | 所属         | 得票数   | 得票率 | 順位 | 当落 | 詳細   |
| -------------- | ---------------------------------------- | ---- | ---- | ------------ | -------- | ------ | ---- | ---- | ------ |
| 2011年04月10日 | 広島市議会議員選挙（中区）               | 6名  | 13名 | 無所属       | 2,114票  | 4.5%   | 8位  | 落選 | [ 9 ]  |
| 2013年11月10日 | 広島県議会議員補欠選挙（広島市安佐北区） | 1名  | 4名  | 日本維新の会 | 12,656票 | 32.1%  | 2位  | 落選 | [ 10 ] |
| 2017年10月22日 | 第48回衆議院議員総選挙（広島3区）        | 1名  | 6名  | 日本維新の会 | 23,779票 | 13.6%  | 3位  | 落選 |        |
| 2019年04月07日 | 広島市議会議員選挙(安佐北区)             | 7名  | 13名 | 日本維新の会 | 2,955票  | 5.9%   | 9位  | 落選 |        |

## 主な所属団体・委員会
- 広島陵北ロータリークラブ
- 広島東法人会・広島北法人会
- 高陽商工会
- 犯罪被害者の支援に関する委員会
- 法科大学院運営支援委員会
- 民事介入暴力問題対策委員会